# Neohaustorius schmitzi
Neohaustorius schmitzi är en kräftdjursart som beskrevs av Edward Lloyd Bousfield 1965. Neohaustorius schmitzi ingår i släktet Neohaustorius och familjen Haustoriidae. Inga underarter finns listade i Catalogue of Life.